# Erik Pema Kunsang
Erik Pema Kunsang, bij geboorte Erik Hein Schmidt is een Deens tibetoloog en boeddholoog.
Erik Pema Kunsang is vooral bekend vanwege zijn vertalingen van Tibetaanse werken. Vanaf de jaren '70 werkte hij vooral voor Tulku Urgyen Rinpoche en later voor diens zoons. Hij vertaalde meer dan veertig delen van Tibetaanse teksten en mondelinge vertellingen.
Een van zijn projecten is de Dharma Dictionary, een uitgebreid glossarium van boeddhistische terminologie om de brug tussen het Tibetaans naar andere talen te slaan.
Samen met Marcia Binder Schmidt leiden zij Rangjung Yeshe Translations and Publications in Kathmandu (Nepal) en Californië. Ze wonen voornamelijk in Californië en Denemarken.